# 椙山浩一
椙山浩一（日语： Sugiyama Kōichi，1931年4月11日—2021年9月30日）是日本音乐作曲家，日本音樂著作權協會理事成员，日本国家基本问题研究所董事会成员，日本国际双陆棋社团名誉主席。他以为史克威尔艾尼克斯游戏勇者斗恶龙系列谱曲而知名，此外它还为《傳說巨神》、《人造人009》、《科學小飛俠》等日本动画及电视节目谱曲。
作为一名职业的古典音乐指挥者，人们认为他是植松伸夫等其他游戏音乐家灵感的来源，他还被人们成为“游戏音乐的大巨头”。此外他高調否認南京大屠殺和慰安妇問題，並為日本右翼政客作曲。
2021年9月30日因敗血性休克去世，享壽九十歲。

## 传记

### 早期活动与电视事业
椙山浩一出生于日本东京。在他成长时，家庭的音乐氛围激发了他的热情。在高中，他开始发现了自己的激情，并创作了各种音乐小作品 。
在从1958年以全优成绩从东京大学毕业后，他进入了株式會社文化放送，先後待過文化放送的报导部与娱乐部。他於1958年以音乐监制的身份加入了富士电视台。在1965年他离开了日本媒體行业并成为了自由监制人，在1968年他退出了监制界并集中精力于音乐谱写。
在20世纪70至80年代，椙山为音乐剧、宣传片、流行艺人、动画电影和电视节目作曲，如《科学小飞侠》、《天狼星的传说》和《人造人009》等。他还协助真锅理一郎谱写了《哥吉拉對黑多拉》，包括谱写了唱片的一个声道以及指挥了一些声轨。

### 勇者斗恶龙与电子游戏事业
椙山最早和艾尼克斯接触是在1980年代早期，当时椙山作为爱好者写了一封关于PC将棋游戏的信。在收到椙山手写的明信片后，艾尼克斯工作人员对椙山深度的知识与游戏鉴赏能力留下了深刻印象，并决定邀请椙山为《勇者斗恶龙》作曲。
在刚到艾尼克斯工作时，椙山第一个作品是PC-8801的《Wingman 2》。在1986年他为第二个游戏，FC游戏《勇者斗恶龙》谱写了音乐。而勇者斗恶龙系列也成了他最知名的作品。它为游戏的古典配乐被认为是电子游戏音乐的革命。
椙山是第一个使用现场管弦乐队录制电子游戏音乐的作曲家。在1986年，由伦敦爱乐乐团演奏的CD《勇者斗恶龙I 交响组曲》发售。原声音乐的八首乐曲（序幕、城堡、城镇、旷野、迷宫、战斗、最终战、尾声）成为了大多角色扮演游戏的样板，此后上百的游戏都使用了类似的组织方式。
在1987年，他为《勇者斗恶龙II》谱曲，之后他举办了世界上最早的电子游戏音乐会。该“家庭古典音乐会”的编排和指挥由椙山本人负责，并由东京弦乐联合演奏组于1987年8月20日在日本东京Suntory Hall上演。音乐会上演奏了《勇者斗恶龙I 交响组曲》和《勇者斗恶龙II 交响组曲》。“家庭古典音乐会”获得了很大的成功，此后椙山在日本各地举办了18次演出。
在1987年至1990年间，椙山继续为电子游戏谱曲。自1991年起，他发起了一系列的电子游戏音乐音乐会，五场音乐会合称为管弦乐游戏音乐演唱会，由东京市爱乐乐团和东京交响乐团演奏。其包括了十八位游戏作曲家的演出作品，如近藤浩治、菅野洋子、羽田健太郎、植松伸夫、铃木庆一以及椙山本人。这些音乐会在1991年至1996年间举办；在此期间椙山为其他的游戏进行了谱曲，并为管弦乐游戏音乐演唱会的演出而改编了一些作品。
在1995年9月，椙山创作了勇者斗恶龙芭蕾舞。其于1996年首次公演，并于1997年、1999年、2001年和2002年再次演出。

### 之后的职业生涯
椙山还完成了其他的作品，如东京赛马场和中山赛马场中，门开启与关闭的声号。
椙山非工作性质的爱好有摄影、旅行、建造模型船、收集旧相机及阅读。他在自己的网站上开放了一个相机模块，他还于2004年6月23日建立了自己的唱片公司“SUGI Label”。
在2004年末，他完成了《勇者斗恶龙VIII 空海陆与被诅咒的公主》的原声音乐以及《勇者斗恶龙VIII 交响组曲》。
在2005年，椙山和东京都交响乐团在日本举办了一系列的音乐会，其中演奏了《勇者斗恶龙VIII》的音乐，其依然延续了过去的古典风格。其后2005年8月的欧洲交响游戏音乐会上，则现场演奏了他的勇者斗恶龙音乐，这也是第一次在日本以外的现场交响音乐会上演奏他的音乐 。
在2006年，椙山开始参与一些不同的工作，其中之一就是为《勇者斗恶龙之剑：假面女王与镜之塔》谱曲。在2006年8月19日，椙山在日本电子游戏杂志《Fami通》上公布了《勇者斗恶龙IX》的作品，并称“我不确定《勇者斗恶龙IX》何时会发布，但我看见它在一步步地完成。我个人很激动。”
2017年7月29日，椙山獲得一項金氏世界紀錄是「最年長的遊戲音樂作曲家」（Oldest videogame music composer）。

### 逝世
2021年9月30日因敗血症逝世，享壽九十歲。而開發中的《勇者鬥惡龍XII 被選中的命運之炎》成為其最後遺作。

## 风格
椙山的作品主题始终重复自我以保持自己的一致性，在不同的作品中都保持怀旧品质。这点在勇者斗恶龙系列上尤为凸显，每部游戏都包含几乎相同，名为“序曲”的欢快主题曲。此外，《勇者斗恶龙III》至《IX》的游戏保存界面都使用了名为“间奏曲”的简单轻松的曲调。
人们把椙山的作曲风格和后巴洛克与早古典风格做了对比。约翰·塞巴斯蒂安·巴赫、古斯塔夫·马勒和格奥尔格·弗里德里希·亨德尔等音乐家给了他一些启示，此外还有20世纪中叶美国电影的旋律风格。另外从他的一些试验性作品中可以听到阿诺德·勋伯格的影响，其中有《勇者斗恶龙IV》。

## 政治活动
椙山以其政治活动而闻名。1970年代，他发起反对日本不同县之间选民的不平等。2010年，他與三橋貴明及西村幸祐建立了网站《日本媒体監督》（Media Patrol Japan，簡稱MJP），以「日本人要有日本人的媒體」（日本人による日本人のためのメディア）為由「监督」日本媒体，並為該站撰寫評論文章。他亦以反对美国众议院第121号简单决议案而知名，其指称现有围绕南京大屠杀和慰安妇的事实是有选择性的。他與同伴合組的歷史事實委員會第一次尝试以《事实》（THE FACTS）为名刊登他們的反对观点时，华盛顿邮报和纽约时报拒绝了他的请求，而最后华盛顿邮报同意了刊登。
椙山是由新历史教科书编纂会分裂出來的教科書改善會的成員，也是国家基本问题研究所評議員。椙山曾為日本保守派政治人物如松原仁、稻田朋美、城內實創作選舉歌曲。2010年5月，藤井嚴喜與西村幸祐告發日本首相鳩山由紀夫涉嫌違反《公職選舉法》，椙山是連署人之一。
椙山是日本音樂著作權協會（JASRAC）評議員，反對海賊版，還在自己的網站放上標語「人有人權，音樂有著作權」（人には人権・音楽には著作権）。Copy Control CD（CCCD）剛上市的時候，獲得椙山的支持；但在Sony BMG爆發CD防拷醜聞後，椙山表示「希望很快就能看到能取代CCCD的新技術登場」（一刻も早くCCCDにかわる新技術の登場が待たれる）。